# Борбей, Александра
Александра Борбей (венг. Alexandra Borbély; род. 1986) — венгерская и словацкая актриса театра и кино. Наиболее известна ролью Марии в фильме «О теле и душе» 2017 года.

## Биография
Александра Борбей родилась 4 сентября 1986 года в городе Нитра, Чехословакия. У неё есть младший брат Давид и сестра Доминика.
Борбей окончила школу в Комарно и Высшую школу исполнительского искусства, после чего поехала в Будапешт изучать актёрское мастерство. После выпуска в 2012 году из Академии театра и кино в Будапеште начала играть в театре имени Йожефа Катоны. С 2016 года Борбей состоит в отношениях с Эрвином Надьём, её коллегой по театру Йожефа Катоны.
В 2017 году получила премию Европейской киноакадемии лучшей актрисе за роль Марии в фильме «О теле и душе».

## Фильмография
| Год       |     | Русское название            | Оригинальное название  | Роль                   |
| --------- | --- | --------------------------- | ---------------------- | ---------------------- |
| 2009      | с   | Вахтенный журнал            | Hajónapló              | банковский регистратор |
| 2011      | с   |                             | Fla5h                  | невестка сожителя      |
| 2011—2012 | с   | Проклятие                   | Átok                   | Анча                   |
| 2012      | кор | 069                         | 069                    | девушка                |
| 2012      | с   |                             | Munkaügyek             | Ева                    |
| 2012      | кор |                             | Mélylevegö             | водитель               |
| 2013      | тф  | Созданная головоломка       | Berosált a rezesbanda  | учительница            |
| 2013      | ф   | Каминг-аут                  | Coming out             | Фрузина                |
| 2013—2014 | с   |                             | Hacktion: Újratöltve   | Алекса                 |
| 2014      | кор | Аккумулятор                 | A telep                | Ева                    |
| 2014      | тф  | Ящик                        | A rajzoló              | Мелинда                |
| 2014      | кор | Выход                       | Exeat                  | Орси                   |
| 2014      | ф   | Свинг                       | Swing                  | Сандра                 |
| 2015      | ф   | Моя ночь — ваш дневной свет | Az éjszakám a nappalod | Шварцзне               |
| 2017      | ф   | О теле и душе               | Teströl és lélekröl    | Мария                  |
| 2017      | кор | Все строки                  | Minden vonal           | Магди                  |
| 2017      | ф   | Гамлет 360                  | Hamlet 360             |                        |
| 2018      | ф   | Товарищ Дракулич            | Drakulics Elvtárs      | Иболя                  |

## Награды и номинации
| Год  | Награда                         | Категория        | Название фильма | Результат |
| ---- | ------------------------------- | ---------------- | --------------- | --------- |
| 2017 | Премия Европейской киноакадемии | «Лучшей актрисе» | «О теле и душе» | Победа    |